# Pterycombus petersii
Pterycombus petersii är en fiskart som först beskrevs av Hilgendorf, 1878.  Pterycombus petersii ingår i släktet Pterycombus och familjen havsbraxenfiskar. Inga underarter finns listade i Catalogue of Life.